# カワシマの穴
『カワシマの穴』は、日本テレビで2022年（令和4年）から不定期で放送されるバラエティ番組であり、川島明（麒麟）の冠番組である。

## 概要
いわゆる密着番組であるが、密着対象者は一秒も密着を受けておらず、成り済ました芸能人がやりたい放題のロケを行っていて、その映像に最新のディープフェイクで密着対象者の顔を当てはめ、あたかも密着対象者が実際に密着を受けているような映像が作り出されている。
なお、ディープフェイクは人の目・鼻・口を認識して処理されるため、もともと顔に何かかぶるシーンや飲食シーンは、別の映像カットを挟み込んだり、背後からの画に切り替えたりしているが、時に乱れて顔が変わっている。
また、第3回からは「芸人解体新書」という、ある芸人の「才能の正体」を専門家や研究所にも協力を受けながら仰仰しく解明していく企画も始動した。
その番組の特異さから、第一弾放送時には川島明が「今年一番どうかしてる番組」と語った。

## 出演者

### MC
- 川島明（麒麟）-　初回、2回目はターゲットとなった

### ターゲット
密着
- 後藤輝基（フットボールアワー）- 2回目[6]
- 津田篤宏（ダイアン） - 3回目[7]

#### 芸人解体新書
- 小宮浩信（三四郎） - 3回目[7]

### ターゲットに扮した人物

#### 川島
- JP
- 池谷直樹
- ハリウッドザコシショウ
- 奥山裕次（サスケ）

#### 後藤
- アレクサンダー
- 彦摩呂
- 原田龍二
- 北清水雄太（サスケ）

#### 津田
- 岡下雅典（THIS IS パン）
- パンツェッタ・ジローラモ
- なかやまきんに君

### VTR出演
- 向清太朗（天津）、ネゴシックス、若井おさむ - 第1回
- 今井マサキ - 第2回
- 厚切りジェイソン - 第2回

#### パネラー
- 向井慧（パンサー）- 初回、2回目
- 峯岸みなみ - 初回、3回目
- 葵わかな - 2回目
- 朝日奈央 - 3回目

## スタッフ
- 企画・演出：南斉岬
- 構成：鈴木遼、髙柳浩平、細川拓朗（細川→第2回-）
- ナレーター：服部伴蔵門
- TM：上野豊（第3回）
- SW：渡邉滋雄（第3回）
- CAM：西阪康史（第3回）
- MIX：村瀬脩一（第2回-）
- VE：山口考志（第3回）
- 照明：藤山真緒（第3回）
- 美術プロデューサー：上條宏美
- デザイナー：川野悠介（第2回-）、熊崎真知子（第3回）
- 大道具：大川啓介（第2回-）
- 小道具：米山幸市（第3回）
- メイク：小島梨香（第3回）
- 技術協力：ヌーベルアージュ、セッターズ、grasp
- 美術協力：日テレアート
- モニター：ミジェット（第2回-）、インターナショナルクリエイティブ（第3回）
- 編集：江川武尊（第3回）
- MA：藤井光洋
- タイトルロゴ：榛葉大介
- 音効：安原裕人、森元駿介
- 協力：AP、ロイター、イメージマート、アフロ、PIXTA（アフロ→第1,3回、その他→第3回）
- デスク：府川麻衣子
- TK：長坂真由美
- ディレクター：大納啓汰、尾越功、木田佳樹/中村太政、髙橋秀太、臼井海月（尾越・木田・中村→第2回-、大納・髙橋・臼井→第3回）
- チーフディレクター：島本敬之
- プロデューサー：川口信洋、熊田靖士、白井夕貴
- チーフ・プロデューサー：原司
- 制作協力：クリエイティブ30
- 製作著作：日本テレビ

### 過去のスタッフ
- TM：望月達史（第2回）
- SW：村松明（第2回）
- CAM：井澤和彦（第1回）、岡田勇輝（第2回）
- VE：山口郁馬（第2回）
- 音声：西尾正英（第1回）
- 照明：粂野高央（第2回）
- 小道具：赤城之恵（第2回）
- メイク：柴田茜（第2回）
- 技術協力：プレゼンスクルー、Zeta（共に第1回）
- 編集：内村智也（第1,2回）
- 協力：つくばわんわんランド、ディープフェイク職人 おすしスキー（共に第2回）
- カラオケ音源協力：DAM第一興商（第2回）
- ディレクター：萬俊之、下村健郎（共に第1回）、丸山悟志（第1,2回）
- チーフディレクター：飛田真也（第1,2回）
- プロデューサー：横山貴子（第1,2回）